# Georg Ripken
Georg Ripken (* 10. Mai 1900 in Wilhelmshaven; † 26. Oktober 1962 in Bonn) war ein deutscher Politiker und Diplomat. Er war für drei Jahre Mitglied des Deutschen Bundestages für die Deutsche Partei (DP) und später für die CDU.

## Leben
Georg Ripken besuchte die Oberrealschule und studierte im Anschluss Geschichte sowie Rechts- und Staatswissenschaften an der Universität Kiel. Er promovierte dort 1925 mit der Arbeit „Die Wirkung der Verkehrsmittel auf Getreide-, Hirse und Hülsenfruchtpreise in Indien, unter besonderer Berücksichtigung Nordindiens“.
Er war von 1924 bis 1926 Generalsekretär der Deutschen Liga für Völkerbund und anschließend von 1927 bis 1945 als Attaché im auswärtigen Dienst tätig. Dort war er mit den Regionen im Nahen und Fernen Osten betraut. 1929 legte er die große diplomatisch-konsularische Staatsprüfung ab. Danach wurde er in Italien, Indonesien, Malaya und Afghanistan eingesetzt. Zum 1. Mai 1933 trat er der NSDAP bei (Mitgliedsnummer 1.596.095). Zuletzt bekleidete er von 1936 bis 1945 die Position des stellvertretenden Leiters der Handelspolitischen Abteilung des Auswärtigen Amtes in Berlin. Nach Ende des Krieges wurde er 1945 interniert aber bereits 1946 wieder entlassen. Über seine Entnazifizierung ist nichts bekannt.
Georg Ripken zog nach Hamburg und war dort von 1946 bis 1950 als Wirtschaftsberater tätig. Danach arbeitete er zwischen 1951 und 1958 als Leitender Ministerialbeamter. In dieser Funktion war er ab 1954 Staatssekretär im Bundesministerium für Angelegenheiten des Bundesrates. Er wurde mit der Aufgabe betraut diplomatische Beziehungen mit Saudi-Arabien aufzubauen.
Dem Deutschen Bundestag gehörte er von 1958 bis 1961 an. Er zog für den ausgeschiedenen Abgeordneten Franz Blücher über die niedersächsische Landesliste der DP am 10. März 1958 ins Parlament ein. Am 1. Juli 1960 trat er aus der DP aus und schloss sich am 20. September desselben Jahres der CDU/CSU-Fraktion an.
Er gehörte als Abgeordneter ab Mai 1958 dem Ausschuss für auswärtige Angelegenheiten, von Juni 1958 bis Januar 1959 dem Ausschuss für Arbeit und von Januar 1959 bis Oktober 1960 dem Ausschuss für Verkehrs, Post- und Fernmeldewesen an. Bei der Bundestagswahl 1961 wurde er nicht wieder ins Parlament gewählt.
Nach dem Ausscheiden aus dem Bundestag war er Beauftragter der Bundesregierung bei der OECD in Paris.